# China Anne McClain
China Anne McClain (ur. 25 sierpnia 1998 w Atlancie) – amerykańska piosenkarka i aktorka.
China Anne McClain pochodzi z artystycznej rodziny. Jej ojciec, Michael McClain, to producent muzyczny, wokalista, pisarz i inżynier dźwięku, a matka, Shontell, jest wokalistką i autorem tekstów. China ma dwie siostry Sierrę i Lauryn oraz młodszego brata Gabriela.

## Kariera
Jej najbardziej znane utwory to Dynamite i Calling All The Monsters. W roku 2011 China dostała jedną z głównych ról w serialu Nadzdolni, grała tam utalentowaną muzycznie dziewczynę o imieniu Chyna Parks. W tym samym roku China wzięła udział w Igrzyskach Disney Channel Friends for Change. Grała też w jednym odcinku serialu Hannah Montana, oraz w odcinku „Czarodzieje kontra Anioły” Czarodziejów z Waverly Place, jak i w innych serialach.

## Filmografia
| Telewizja / filmy | Telewizja / filmy              | Telewizja / filmy           | Telewizja / filmy                   |
| Rok               | Tytuł                          | Rola                        | Nota                                |
| ----------------- | ------------------------------ | --------------------------- | ----------------------------------- |
| 2005              | Gospel                         | Alexis                      |                                     |
| 2006              | Moja wielka wściekła rodzina   | Młoda dziewczyna            |                                     |
| 2006–2009, 2011   | House of Payne                 | Jazmine Payne               | główna rola                         |
| 2007              | Święta Dennisa Rozrabiaki      | Margaret                    | drugoplanowa rola                   |
| 2007              | Moje córki                     | China James                 | główna rola                         |
| 2008              | Six Block Wide                 | Sąsiadka                    |                                     |
| 2009              | Jack and Janet Save the Planet | Janet                       | główna rola                         |
| 2009              | Hurricane Season               | Alana Collins               | główna rola                         |
| 2009              | Hannah Montana                 | Isabel                      | odcinek „Welcome to the Bungle"     |
| 2010              | Duże dzieci                    | Charlotte McKenzie          |                                     |
| 2010              | Jonas w Los Angeles            | Tiara Tyshanna              | 3 odcinki                           |
| 2011              | Czarodzieje z Waverly Place    | Tina                        | odcinek „Czarodzieje kontra anioły" |
| 2011–2014         | Nadzdolni                      | Chyna Parks                 | główna rola                         |
| 2011              | PrankStars                     | ona sama                    | gościnnie                           |
| 2012              | Z innej beczki                 | ona sama                    |                                     |
| 2013              | Jeszcze większe dzieci         | Charlotte McKenzie          |                                     |
| 2014              | Lepszy model                   | Gabby Harrison              |                                     |
| 2016              | Wilk w owczej skórze           | Lira                        | głos w angielskim dubbingu          |
| 2017              | Następcy 2                     | Uma                         | film TV                             |
| 2018-2021         | Black Lightning                | Jennifer Pierce / Lightning | w gł. obsadzie                      |
| 2019              | Następcy 3                     | Uma                         | film TV                             |

## Dyskografia
- Various Artists A.N.T. Farm featuring China Anne McClain (2011, Walt Disney Records)[4]